# Coupe du Grand Chelem
La Coupe du Grand Chelem est un tournoi de tennis masculin organisé par l'ITF de 1990 à 1999, à Munich (Allemagne).
Il réunissait en fin d'année, en intérieur et sur surface rapide (moquette), les seize joueurs ayant réalisé les meilleures performances en Grand Chelem pendant la saison.
Cette compétition est organisée par la Fédération internationale de tennis, présidée par Philippe Chatrier, dans le but de concurrencer le Masters, en riposte à l'ATP qui vient de lancer son nouveau circuit (ATP Tour) lui permettant de contrôler la quasi intégralité des tournois.
Ce tournoi créa la polémique à l'époque en raison de sa dotation très élevée. Elle devient en effet l'épreuve la plus rémunératrice de la saison avec 6 millions de dollars de prize-money, le vainqueur empochant à lui seul 2 millions de dollars, soit presque autant que la dotation globale d'un tournoi du Grand Chelem. À titre d'exemple, l'américain David Wheaton a remporté près de la moitié de ses gains en carrière lors de ses deux participations à la Coupe. Le tournoi n'était pas reconnu par l'ATP, mais figure aujourd'hui sur les parcours des joueurs sur le site officiel. De nombreux joueurs ont critiqué sa création et certains l'ont boycotté, à l'image de John McEnroe ou Andre Agassi. Menacé de sanctions par l'ITF, ce dernier décidera de reverser les primes à des œuvres de charité.
Les deux dernières éditions ne réunissent que 12 joueurs. En 2000, l'épreuve disparaît au profit du seul Masters organisé par l'ATP.
Aujourd’hui, cette compétition est reconnue comme tournoi majeur dans le palmarès des joueurs, et, à l’instar du WCT Finals de Dallas, est considérée comme une épreuve finale de circuit ou de catégorie de tournois (ici en l’occurrence ceux du Grand Chelem), en simple. Six Américains, sur 16 joueurs, étaient présents dans les tableaux des deux premières éditions. Sur ses dix vainqueurs titrés, cinq ont triomphé en Grand Chelem en simple. Pete Sampras l’a remportée deux fois. Boris Becker (en 1997) et André Agassi (en 1998) sont les deux seuls joueurs à avoir obtenu une "Wild-Card" auprès des Instances de l’ITF, durant toute la décennie de cet événement. À trois reprises (1990, 1996 et 1997), les vainqueurs ont remporté au moins un titre en Grand Chelem en simple la même année que leur trophée en Coupe (dont deux, un Masters et la place de numéro 1 de fin d’année en 1997 pour Sampras). Pete Sampras et Michael Chang y ont participé à 6 reprises, d’affilée pour ce dernier. Par ailleurs, c’est aussi l’unique titre majeur qu’a remporté Marcelo Rios, ancien numéro 1 mondial, bien que les deux dernières éditions de 1998 et de 1999 n’aient pas la même portée triomphale que les huit premières. Boris Becker, qui participa à 5 éditions d’affilée, déclara que sa Coupe valait, pour lui, un titre en Grand Chelem. À noter également que Roland-Garros et les Jeux Olympiques, en simple, sont les deux seuls tournois majeurs qu’aucun vainqueur de cette Coupe ne réussit à remporter.  
À noter, qu'en 1998 et 1999, une épreuve féminine avec huit joueuses fut organisée simultanément, admise quant à elle par les instances de la WTA. Les sœurs Venus et Serena Williams s'y imposèrent successivement.
Enfin, d’aucuns considèrent aujourd'hui cette compétition empreinte d’avant-gardisme, tant elle permettait aux joueurs ayant brillé en Grand Chelem, mais classés en deçà de la vingtième place mondiale, de participer à la Coupe des plus grands tournois du calendrier. 

## Palmarès messieurs

### Simple
| No | Date       | Nom et lieu du tournoi | Catégorie | Dotation    | Surface         | Vainqueur        | Finaliste        | Score                    |         |
| -- | ---------- | ---------------------- | --------- | ----------- | --------------- | ---------------- | ---------------- | ------------------------ | ------- |
| 1  | 10-12-1990 | Grand Slam Cup, Munich |           | 6 000 000 $ | Moquette (int.) | Pete Sampras     | Brad Gilbert     | 6-3, 6-4, 6-2            |         |
| 2  | 09-12-1991 | Grand Slam Cup, Munich |           | 6 000 000 $ | Moquette (int.) | David Wheaton    | Michael Chang    | 7-5, 6-2, 6-4            |         |
| 3  | 07-12-1992 | Grand Slam Cup, Munich |           | 6 000 000 $ | Moquette (int.) | Michael Stich    | Michael Chang    | 6-2, 6-3, 6-2            |         |
| 4  | 06-12-1993 | Grand Slam Cup, Munich |           | 6 000 000 $ | Moquette (int.) | Petr Korda       | Michael Stich    | 2-6, 6-4, 7-6, 2-6, 11-9 |         |
| 5  | 05-12-1994 | Grand Slam Cup, Munich |           | 6 000 000 $ | Moquette (int.) | Magnus Larsson   | Pete Sampras     | 7-6, 4-6, 7-6, 6-4       |         |
| 6  | 04-12-1995 | Grand Slam Cup, Munich |           | 6 000 000 $ | Moquette (int.) | Goran Ivanišević | Todd Martin      | 7-6, 6-3, 6-4            |         |
| 7  | 02-12-1996 | Grand Slam Cup, Munich |           | 6 000 000 $ | Moquette (int.) | Boris Becker     | Goran Ivanišević | 6-3, 6-4, 6-4            | Tableau |
| 8  | 22-09-1997 | Grand Slam Cup, Munich |           | 6 000 000 $ | Moquette (int.) | Pete Sampras     | Patrick Rafter   | 6-2, 6-4, 7-5            | Tableau |
| 9  | 28-09-1998 | Grand Slam Cup, Munich |           | 4 200 000 $ | Dur (int.)      | Marcelo Ríos     | Andre Agassi     | 6-4, 2-6, 7-6, 5-7, 6-3  | Tableau |
| 10 | 27-09-1999 | Grand Slam Cup, Munich |           | 4 200 000 $ | Dur (int.)      | Greg Rusedski    | Tommy Haas       | 6-3, 6-4, 65-7, 7-65     | Tableau |

## Palmarès dames

### Simple
| No | Date       | Nom et lieu du tournoi        | Catégorie | Dotation    | Surface    | Vainqueure      | Finaliste      | Score         |         |
| -- | ---------- | ----------------------------- | --------- | ----------- | ---------- | --------------- | -------------- | ------------- | ------- |
| 1  | 28-09-1998 | Compaq Grand Slam Cup, Munich |           | 2 450 000 $ | Dur (int.) | Venus Williams  | Patty Schnyder | 6-2, 3-6, 6-2 | Tableau |
| 2  | 28-09-1999 | Compaq Grand Slam Cup, Munich |           | 2 450 000 $ | Dur (int.) | Serena Williams | Venus Williams | 6-1, 3-6, 6-3 | Tableau |